# Зоолошки врт Тајпин
Зоолошки врт Тајпин је зоолошки врт који се налази у Тајпину, у Малезији. Основан је 1961. године, и овај зоо врт је најстарији зоолошки врт у Малезији.
То је један од главних зоолошки вртова у Малезији. Обухвата 14 хектара и излаже 1300 животиња 180 врста ражичитих врста међу којима има водоземаца, сисара, и гмизаваца. Поседује и ноћни сафари. Као једини зоолошки врт у Северној Малезији, тежи да прими велики број посетилаца. Поседује највећи број медвеђих макакија у Малезији, који је тринаест, у односу на шест у Народном зоолошком врту Малезије (Зоо Негара) и пет у зоолошком врту Малака.